# Maerua gillettii
Maerua gillettii är en kaprisväxtart som beskrevs av L.E. Kers. Maerua gillettii ingår i släktet Maerua och familjen kaprisväxter. Inga underarter finns listade i Catalogue of Life.